# یام (نرم‌افزار)
یام یا Yellow dog Updater Modified یا Yellow dog Update Manager که به اختصار به آن YUM گفته می‌شود، یک نرم‌افزار کاربردی
متن باز می‌باشد که برای مدیریت بسته‌های نرم‌افزاری سازگار با RPM در سیستم‌عامل لینوکس استفاده می‌شود. این نرم‌افزار توسط Seth Vidal و گروهی از برنامه‌نویسان داوطلب تولید شد و تحت لیسانس گنو (GNU) منتشر گشت. این پروژه هم‌اکنون به عنوان قسمتی از پروژه لینوکس دوک از دانشگاه دوک نگهداری می‌شود. علی‌رغم اینکه YUM یک ابزار مبتنی بر خط فرمان می‌باشد، ابزار متفاوتی که برای آن رابط گرافیکی کاربر ایجاد می‌کند نیز تولید شده‌اند. از جمله این ابزار می‌توان pup، یام و یام را نام برد.